# Saint-Geoirs
Saint-Geoirs là một xã của tỉnh Isère, thuộc vùng Rhône-Alpes, đông nam nước Pháp.